# کاسارتزا لیگوره
کاسارتزا لیگوره (به ایتالیایی: Casarza Ligure) یک کومونه(معادل با شهرستان) در ایتالیا است که در استان جنوا واقع شده‌ است.

## خصوصیات
کاسارتزا لیگوره ۲۷٫۴ کیلومترمربع مساحت و ۶٬۲۷۶ نفر جمعیت دارد.